# Jan Tesánek
Jan Tesánek (auch Johann Tesanek, lateinisch Ioannes Tessanek; * 9. Dezember 1728 in Brandeis an der Elbe; † 22. Juni 1788 in Prag) war ein böhmischer Jesuit, Physiker, Mathematiker und Astronom.

## Leben
Jan Tesánek besuchte nach dem Gymnasium die Karlsuniversität Prag. 1745 trat er dem Orden der Jesuiten bei und studierte bei Joseph Stepling Mathematik, Physik und Astronomie. Stepling machte ihn u. a. mit den Werken von Isaac Newton bekannt. Nach dem Studium an der philosophischen Fakultät lehrte er drei Jahre an lateinischen Schulen, danach begann er ein Theologiestudium.
Nach seiner Priesterweihe wurde er als Professor an die Karlsuniversität berufen, vom Orden aber schon bald als Leiter an das Theologische Konvikt in Olmütz versetzt, wo er auch unterrichtete. Durch Fürsprache seines Lehrers Stepling durfte er zwei Jahre später nach Prag zurückkehren, wo er Höhere Mathematik lehrte. Auch nach der Auflösung des Ordens 1773 behielt er diese Position. 1778 wurde zum Dekan der Mathematisch-physikalischen Fakultät berufen. Der Großteil seiner Veröffentlichungen erschien in deutscher Sprache in den Abhandlungen der Königlichen böhmischen Gesellschaft der Wissenschaften, deren Mitglied er war.

## Schriften

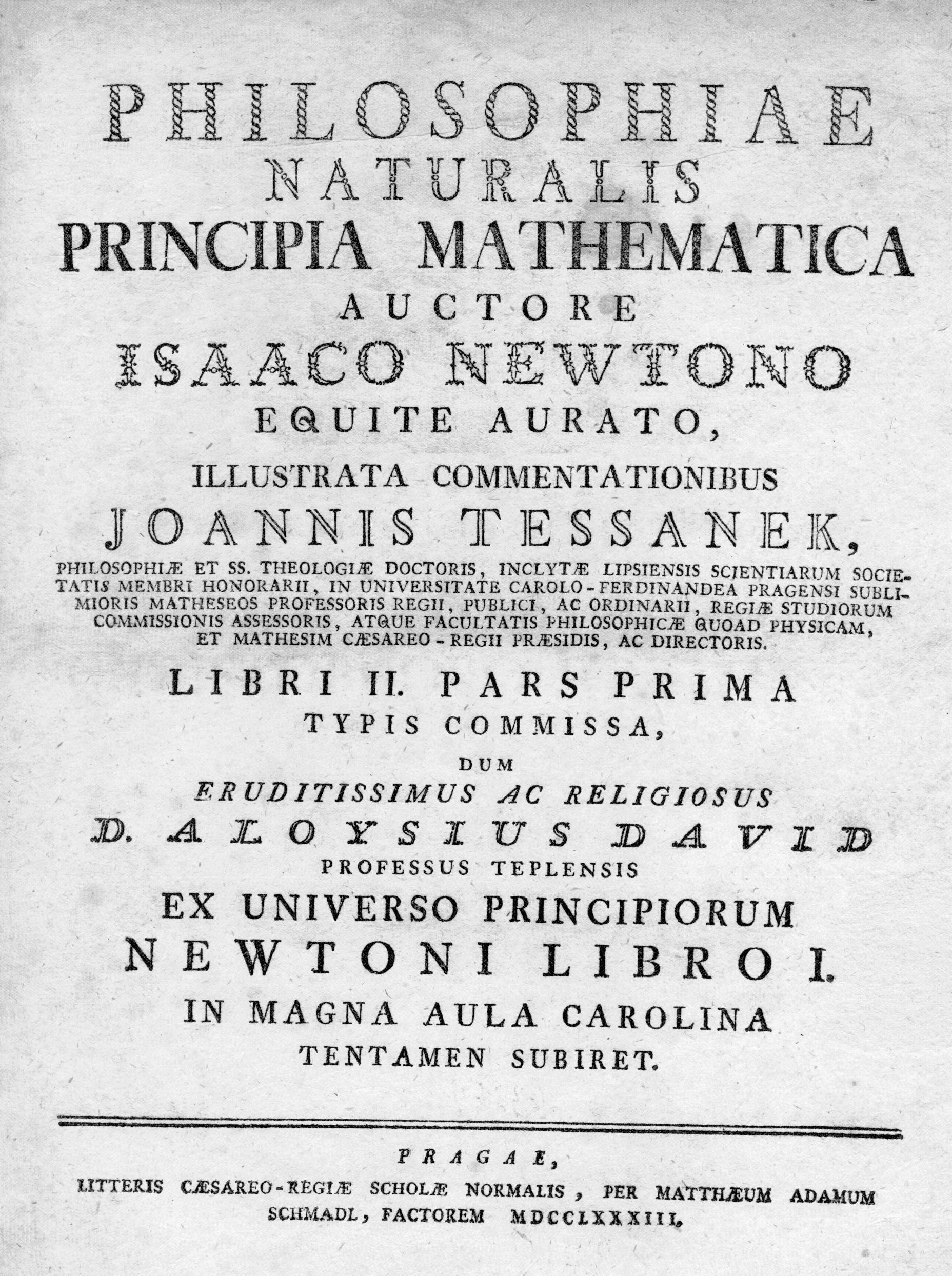
Kommentierte Ausgabe der Principia Mathematica 1783

- Miscellanea mathematica (1764, 1769)
- Sectiones conoidum (1764)
- Libri I. principiorum mathematicorum philosophiae naturalis Sect. I-V exposita (1769)
- Pertractatio quorundam modorum quaestiones geometricas resolvendi (1770)
- Pertractatio elementorum calculi integralis (1771)
- Versuch über einige Stellen in Newtons Principiis (1776)
- Algebraische Behandlung der XII. Section des I. Buches des großen Werkes Newtons (1777)
- Philosophiae naturalis principia mathematica, auctore Isaaco Newtono, illustrata commentationibus potissimum Is. Tesanek et quibusdam in locis commentation ibus veterioribus clarissimorum Thom. Le Sueur et Fried. Jacquier, ex Gallicana Minorum familia Matheseos Professorum aliter propositis (zwei Bände, 1780 und 1785)
- Betrachtungen über eine Stelle der allgemeinen Arithmetik Isaac Newtons (1784)